# Vera&John
Vera&John — це інтернет-казино зі штаб-квартирою на Мальті. Vera&John управляється Dumarca Gaming Ltd, материнська компанія якої була придбана Intertain Group Ltd у 2015 році. Intertain Group Ltd котирується на Фондова біржа Торонто. Діяльність Vera&John ліцензована і регулюється Управлінням з грального бізнесу Мальти та Комісією з азартних ігор Сполученого Королівства. Казино Vera&John було засноване Йоргеном Нордлундом (Jorgen Nordlund), раніше відомим як засновник Maria Bingo, придбаного Unibet за 54 млн фунтів стерлінгів у 2007 році.

## Коротка історія
- 2010  — казино Vera&John відкрите і в основному орієнтоване на скандинавський ринок грального бізнесу з іграми від Betsoft, Microgaming та NYX Gaming.
- 2011  — до асортименту ігор Vera&John були додані ігри Net Entertainment.
- 2013  — в казино Vera&John з'явилися ігри від Yggdrasil Gaming.[5]
- 2014  — за власним твердженням, Vera&John стає першим регульованим онлайн-казино, що приймає Bitcoin як платіжну опцію, проте через 3 місяці платіжний засіб Біткойн призупинено.[6][7]
- 2015  — Vera&John придбане Intertain Group Ltd за суму не менше ніж 89,1 млн євро.[8]